# Hemerotrecha vetteri
Espèce
Hemerotrecha vetteri est une espèce de solifuges de la famille des Eremobatidae.

## Distribution
Cette espèce est endémique de Californie aux États-Unis,. Elle se rencontre dans le comté de Santa Barbara.

## Description
Le mâle holotype mesure 11,0 mm.

## Étymologie
Cette espèce est nommée en l'honneur de Richard S. Vetter.

## Publication originale
- Brookhart & Cushing, 2008 : Hemerotrecha banksi (Arachnida, Solifugae), a diurnal group of solifuges from North America. Journal of Arachnology, vol. 36, no 1, p. 49-64 (texte intégral).